# Márvány-tenger
A Márvány-tenger (törökül: Marmara Denizi, görögül: Θάλασσα του Μαρμαρά vagy Προποντίδα) interkontinentális beltenger, amely a Fekete-tengert és az Égei-tengert köti össze. A Fekete-tengerhez a Boszporusz, az Égei-tengerhez a Dardanellák kapcsolja.
Törökország ázsiai és európai részét részben a Márvány-tenger választja el egymástól. 280 km hosszú és 80 km széles, vízfelülete 11 350 km². Átlagos mélysége 494 méter, középtájon a legmélyebb pontja 1355 méter. Átlagos sótartalma 22‰.
Az ókori görögök Propontisz (Προποντίς, pro ~ előtt + pontosz ~ Fekete-tenger) néven emlegették.
Két nagyobb sziget-csoport található a tengeren: a Herceg-szigetek a Boszporusz bejáratánál kedvelt turisztikai látványosság, míg a tenger névadója, a Márvány-sziget az ázsiai partoktól északnyugatra található híres márványbányáival (marmarosz görögül márvány).
A tenger alatt húzódik az észak-anatóliai törésvonal, mely több erős földrengés okozója volt. Ez akár cunamival is fenyegetheti Isztambult, ami a tenger északi partjainál fekszik.
A Márvány-tenger partján található Rodostó, ahol II. Rákóczi Ferenc fejedelem hunyt el 1735. április 8-án.